# 安藤元博
安藤 元博（あんどう もとひろ、1939年〈昭和14年〉10月26日 - 1996年〈平成8年〉6月17日）は、香川県三豊郡詫間町（現：三豊市）出身のプロ野球選手（投手）。
東京六大学野球・早稲田大学野球部の歴史における名選手の1人である。

## 来歴・人物

### プロ入りまで
坂出商では、エースとして1956年秋季四国大会県予選準決勝に進むが、岡村浩二のいた高松商に敗退。翌1957年夏の北四国大会決勝で松山商を延長13回の末に降し、夏の甲子園に出場。準々決勝に進出するが戸畑高に敗退。地区予選から本大会の2回戦まで65イニングス連続無失点という記録を残している。同年秋の静岡国体では、決勝で広島商を1-0で降し初優勝、「四国に安藤あり」と注目されるようになる。
1958年にスポーツ推薦で早稲田大学教育学部体育専修に進学。東京六大学野球リーグでは在学中に2度優勝。コントロールとコーナーワークを武器とするアンダースローの技巧派として活躍する。リーグ通算69試合に登板し34勝20敗、防御率2.08、215奪三振（他に優勝決定戦で4試合登板し1勝1敗）、ベストナイン選出1回。大学同期に石黒行彦外野手（八幡製鐵）らがいた。
安藤が六大学球史にその名を留める事となったのは、1960年の秋季リーグ戦において優勝を争っていた、慶應義塾大学（以下、慶大）との早慶六連戦における力投によってである。当初通常のリーグ戦として3回戦まで行われ、早大は2勝1敗となり、慶大と同率で並んだため優勝決定戦が行われた。本来1試合制であるはずの優勝決定戦が、第1試合、続く第2試合がともに日没による引き分けとなり、3試合目にしてようやく早大が3-1で慶大を下し、リーグ優勝を成し遂げた。11月6日から11月12日までの7日間に行われたこの6連戦のうち、安藤は最初の3回戦のうち1試合目と3試合目に完投勝利。第2戦に先発した金沢宏が指の故障で多くを望めず、安藤は孤高のマウンド死守を余儀なくされる。しかし優勝決定戦の全3試合に先発、慶大の角谷隆と投げ合い全て完投、計5試合49イニングスを投げてわずか3失点という驚異的な活躍を見せた。安藤の活躍は今なお、六大学野球関連の書籍等で語り継がれている。東京六大学に背番号が導入されたのは、1959年春季リーグ戦からで安藤は11番を着けた。安藤の早慶六連戦の活躍もあり早大野球部ではエースは背番号11を着けるのが伝統となっている。

### プロ入り後
1962年に東映フライヤーズに契約金1500万円、年俸240万円で入団。なお、安藤は契約金1500万円を飲食や遊興で使い果たしてしまったという。同年はルーキーながら13勝8敗、防御率2.32（リーグ3位）という好成績を残し、リーグ初優勝に貢献した。しかし同期入団の尾崎行雄も20勝を挙げる活躍、新人王は尾崎が選出された。阪神タイガースとの日本シリーズでは3試合に登板。第4戦では小山正明と投げ合い完投勝利。第6戦でも先発し好投、2勝目を挙げる。シリーズ最優秀投手賞を受賞するなどチーム初の日本一の立役者となった。翌1963年は序盤で2完封を含む3勝を挙げるが、その後は不調が続き3勝7敗にとどまる。1964年は公式戦での登板機会がなかった。
1965年に池沢義行・坂崎一彦・山崎正之との交換で吉田勝豊・石原碩夫とともに読売ジャイアンツに移籍する。7月11日のサンケイスワローズ戦で先発してセ・リーグ初勝利を記録する。しかし、8月15日の同カードで再び先発するが2回途中でノックアウトされてしまい、二軍落ちする。ここで、安藤は練習への参加をやめてしまい、球団側は職員を派遣して説得を行うが、安藤は耳を貸さずにさらに夫人を連れて鬼怒川温泉に姿を隠してしまった。これについては、監督であった川上哲治の禁欲的な統制に嫌気がさしてしまったためとも言われている。結局、以降登板の機会はなくこの年限りで引退した。

### 引退後
引退後は食品会社を設立して共同経営、山陽通商勤務を経て、真柄建設東京事業部部長・取締役を歴任。また、大東文化大学体育会の嘱託も務めた。1996年6月17日に悪性リンパ腫のため東京都文京区の日本医科大学付属病院で死去。56歳没。

## 詳細情報

### 年度別投手成績
| 年 度     | 球 団     | 登 板 | 先 発 | 完 投 | 完 封 | 無 四 球 | 勝 利 | 敗 戦 | セ 丨 ブ | ホ 丨 ル ド | 勝 率 | 打 者 | 投 球 回 | 被 安 打 | 被 本 塁 打 | 与 四 球 | 敬 遠 | 与 死 球 | 奪 三 振 | 暴 投 | ボ 丨 ク | 失 点 | 自 責 点 | 防 御 率 | W H I P |
| --------- | --------- | ----- | ----- | ----- | ----- | -------- | ----- | ----- | -------- | ----------- | ----- | ----- | -------- | -------- | ----------- | -------- | ----- | -------- | -------- | ----- | -------- | ----- | -------- | -------- | ------- |
| 1962      | 東映      | 47    | 24    | 6     | 1     | 3        | 13    | 8     | --       | --          | .619  | 802   | 202.0    | 159      | 14          | 48       | 2     | 3        | 154      | 0     | 0        | 66    | 52       | 2.32     | 1.02    |
| 1963      | 東映      | 19    | 13    | 2     | 2     | 0        | 3     | 7     | --       | --          | .300  | 256   | 63.0     | 57       | 15          | 15       | 0     | 1        | 33       | 0     | 0        | 34    | 33       | 4.71     | 1.14    |
| 1965      | 巨人      | 5     | 2     | 0     | 0     | 0        | 1     | 1     | --       | --          | .500  | 66    | 15.0     | 16       | 1           | 7        | 0     | 0        | 14       | 1     | 0        | 8     | 6        | 3.60     | 1.53    |
| 通算：3年 | 通算：3年 | 71    | 39    | 8     | 3     | 3        | 17    | 16    | --       | --          | .515  | 1124  | 280.0    | 232      | 30          | 70       | 2     | 4        | 201      | 1     | 0        | 108   | 91       | 2.93     | 1.08    |

### 表彰
- 日本シリーズ最優秀投手賞：1回 （1962年）

### 記録
- 初登板・初勝利：1962年4月8日、対毎日大映オリオンズ3回戦（明治神宮野球場）

### 背番号
- 17 （1962年 - 1964年）
- 37 （1965年）